# Wild and Free
Wild and Free  est le quatrième album solo du chanteur de reggae Ziggy Marley, après Dragonfly (album) (2003), Love Is My Religion (2006) et Family Time (2009). L'album a été enregistré en 2010 et 2011 et est sorti le 14 juin de cette même année. Il a été produit par Don Was aux Studios Ocean Way à Hollywood, sous le label Tuff Gong Worldwide.

## Titres
- 1. Wild and Free (feat. Woody Harrelson)
- 2. Forward to Love
- 3. It (feat. Heavy D)
- 4. Changes (feat. Daniel Marley)
- 5. Personnal Revolution
- 6. Get Out Of Town
- 7. Road Less Traveled
- 8. Mmmm Mmmm
- 9. Welcome To The World
- 10. A Sign
- 11. Reggae In My Head
- 12. Elizabeth

## Musiciens
- Batterie: Carlton "Santa" Davis
- Basse: Daryl Jones
- Guitares: Takeshi Akimoto, Ziggy Marley
- Claviers: James Poyser, Ziggy Marley
- Percussions: Rock Deadrick, Ziggy Marley
- Chœurs: Tracy Hazzard, Ziggy Marley